# 馬布爾福爾斯 (阿肯色州)
馬布爾福爾斯（英語：Marble Falls）是位於美國阿肯色州牛頓縣的一個非建制地區。該地的面積和人口皆未知。

## 地理
馬布爾福爾斯的座標為36°06′24″N 93°07′56″W / 36.10667°N 93.13222°W。